# Rose Whelan Sedgewick
 Rose Whelan Sedgewick  (* 16. Juni 1903 in Brockton (Massachusetts), Vereinigte Staaten; † 7. Juni 2000 in Dunedin, Florida) war eine US-amerikanische Mathematikerin und Hochschullehrerin. Sie promovierte 1929 als erste Frau an der Brown University in Mathematik.

## Leben und Werk
Whelan wurde als fünftes von sechs Kindern geboren und erhielt ihre Schulausbildung an öffentlichen Schulen in Brockton, Massachusetts. Nach ihrem Abschluss an der Brockton High School begann sie 1921 am Women’s College der Brown University zu studieren und erhielt 1925 den Bachelor-Abschluss. Von 1925 bis 1926 war sie Teilzeitassistentin an der Brown University in der mathematischen Abteilung und unterrichtete am Women’s College, bevor sie 1927 mit dem Master abschloss. Mit dem Arnold-Stipendium ging sie an die Brown University zurück und unterrichtete während des Studiums auch eine Abteilung für Studienanfänger am Women’s College. Sie promovierte 1929 bei Jacob David Tamarkin als erste Frau an der Brown University in Mathematik mit der Dissertation: Approximate Solutions of Certain General Types of Boundary Value Problems. Danach war sie Assistenzprofessorin bis 1934 an der University of Rochester, von 1943 bis 1956 an der University of Connecticut, von 1955 bis 1958 am Hillyer College (heute Teil der University of Hartford) und von 1958 bis 1969 an der University of Maryland.
1932 heiratete sie den Mathematiker Charles Hill Wallace Sedgewick, mit dem sie 4 Kinder hatte. 2001 wurde die Rose Whelan Society als Organisation für Studentinnen und Postdoktoranden in Mathematik und angewandter Mathematik an der Brown University gegründet.

## Veröffentlichung
- 1929: Approximate solutions of certain general types of boundary problems from the standpoint of integral equations. Bull. Amer. Math. Soc. 35:105–22.

## Mitgliedschaften
- Mathematical Association of America
- American Mathematical Society
- Phi Beta Kappa
- Sigma Xi